# Saison 2011-2012 du Poitiers Basket 86
La saison 2011-2012 du Poitiers Basket 86 permet au club de disputer le championnat de France de Pro A et la coupe de France. Il s'agit de la troisième saison du club en Pro A.

## Effectif professionnel
Pour la saison 2011-2012, le club confirme que 8 des 11 joueurs de la précédente édition sont conservés au club : Guillard, Devehat, Gomez, Younger, Wright, Badiane, Fournier et Antonio Grant. Le club recrute le meneur américain JJ Miller pour compléter cet effectif. Guillaume Costentin parti à Evreux, Cedric Gomez est nommé capitaine du Poitiers Basket 86.
Après un bon début de saison (victoire à domicile contre Orléans (65-61), défaite à l'extérieur contre Le Havre (82-87) puis victoire à domicile contre Dijon (66-49), le club connaît la plus grosse série de défaites de son histoire en perdant 11 matchs de suite en championnat [dont certaines dans des proportions assez importantes comme la défaite à domicile contre Chalon-sur-Saône (55-81) ou la défaite à domicile contre le promu Nanterre (72-88)]. Le club achève les matchs aller en stoppant sa série négative par une victoire à l’extérieur contre Pau Lacq Orthez (85-84).
À la suite de cette victoire, le club décide de se donner les moyens de se sauver et engage l'ancien choletais et orléanais Tony Dobbins. En plus de cette arrivée, le club recrute également Jonathan Aka pour pallier une indisponibilité de Yann Devehat. Avec ces deux nouveaux joueurs le PB86 gagne pour la première fois de la saison deux matchs de suite en battant à domicile Hyères-Toulon (91-65). À la suite de cette victoire le club sort de la zone des relégables où il se trouvait depuis de longues semaines.